# Kyriacus Anconitanus

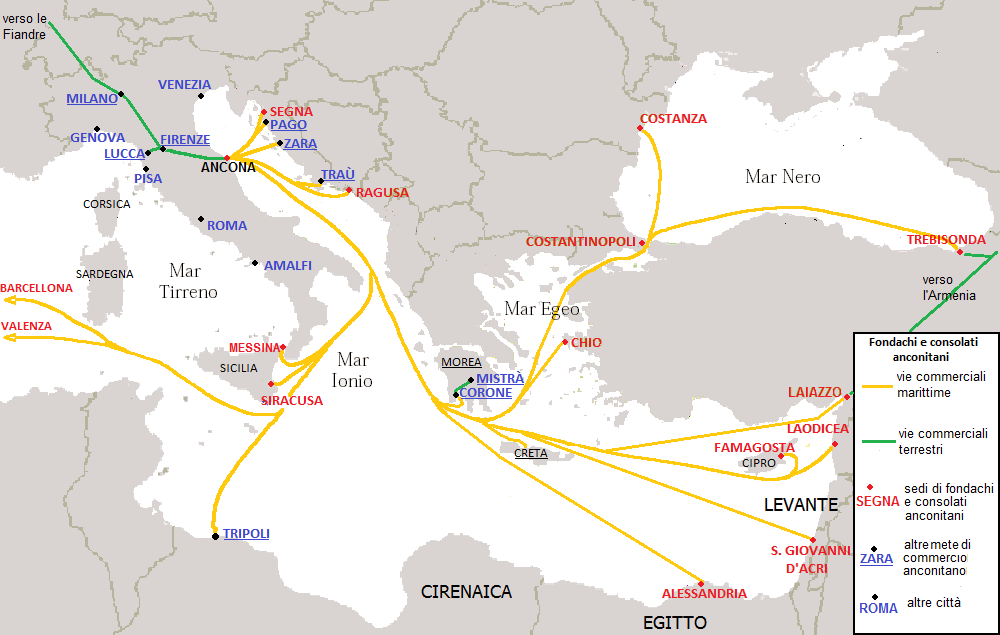
Les principals rutes i magatzems de la República d'Ancona. Excepte Trípoli, Barcelona, València i els ports del Mar Negre, tots van ser atesos per Ciriaco durant els seus viatges.

Kyriacus Anconitanus, (en català Quirze d'Ancona) també conegut com a Ciriaco Pizzicolli o Ciriaco d'Ancona (Ancona c.1391 – Cremona c. 1455), va ser un viatger i col·leccionista d'antiguitats italià. Va ser emprat pels otomans durant el setge de Constantinoble.
Va ser un dels primers humanistes del Renaixement que va estudiar personalment les restes físiques del món antic, i per tal motiu és de vegades recordat com el pare de l'arqueologia. En els seus estudis sobre les restes clàssiques es va dedicar de forma especial a les inscripcions. Les seves notes sobre el tema indicat són, generalment, molt precises.

## Biografia
Nascut en el si d'una família de mercaders es va dedicar al comerç, ofici que aviat va abandonar per dedicar-se als estudis de l'Antiguitat clàssica, de la qual va investigar la història i en va aprendre les llengües. En nombrosos viatges per Itàlia, Dalmacia, Grècia i Egipte va redactar detallades descripcions dels antics monuments acompanyant-les d'il·lustracions realitzades per ell mateix.
Dotat d'una gran curiositat, va descobrir diversos béns relictes i va adquirir documents i còdexs, acumulant la suficient quantitat de dades com per escriure la seva ora I commentarii ('Els Comentaris'), obra en sis volums que malauradament va ser destruïda el 1514 per l'incendi que es va produir a la biblioteca de Alessandro i Constança Sforza a Pésaro; així mateix va redactar una sèrie de manuscrits documentals que va donar a la ciutat d'Ancona però que el 1532 es van perdre durant l'incendi de l'arxiu d'aquesta ciutat.

## Galeria

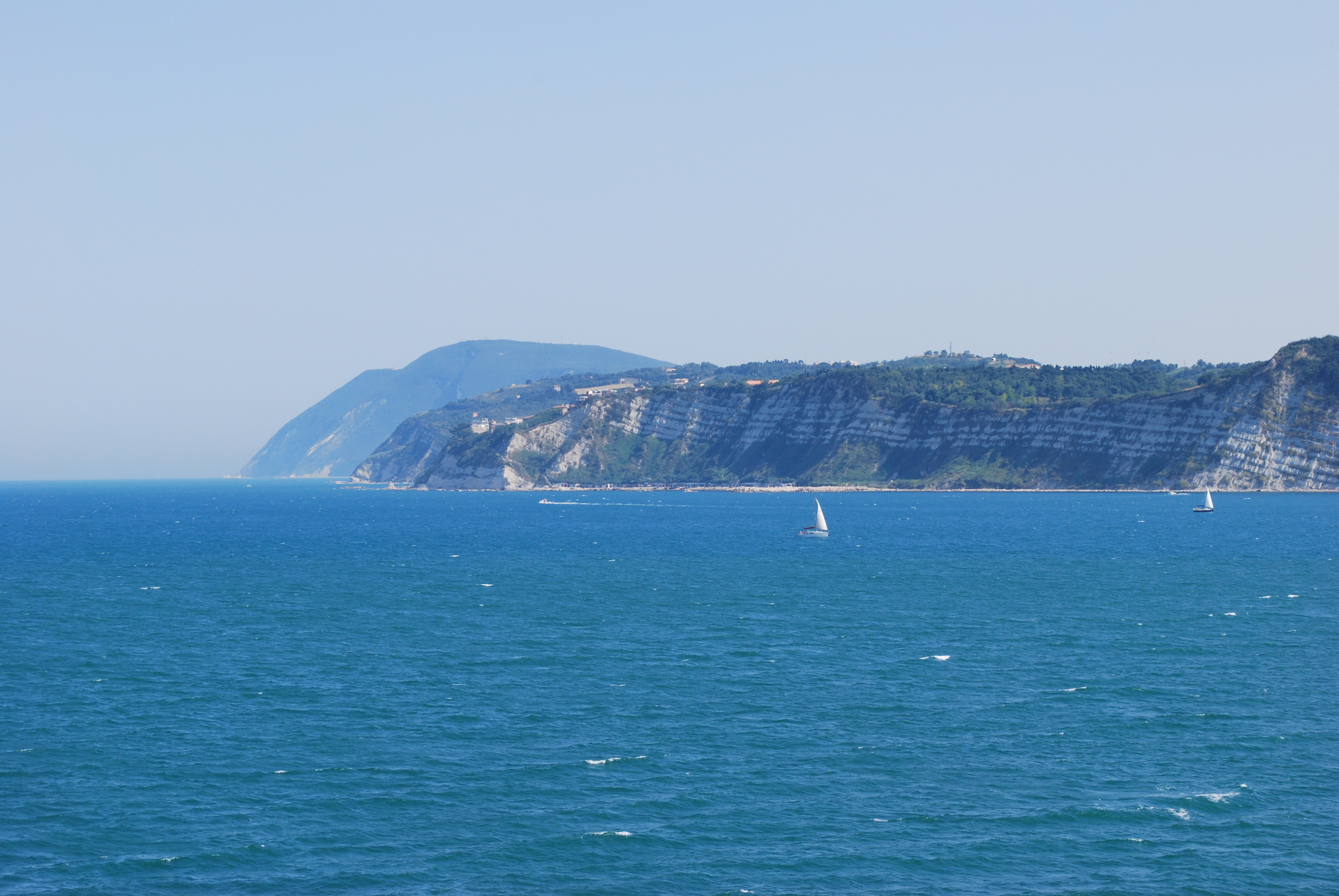
Vista de la ciutat d'Ancona des de la sortida del port
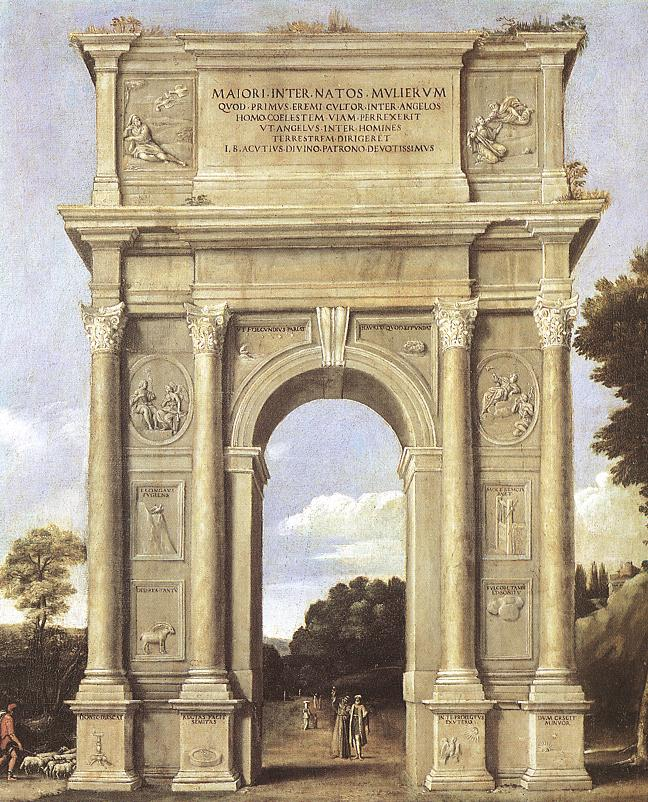
Arc de Trajà d'Ancona (quadre pintat per Domenichino)
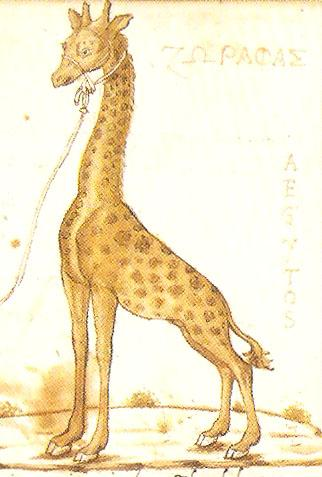
Una girafa dibuixada per Cirìaco
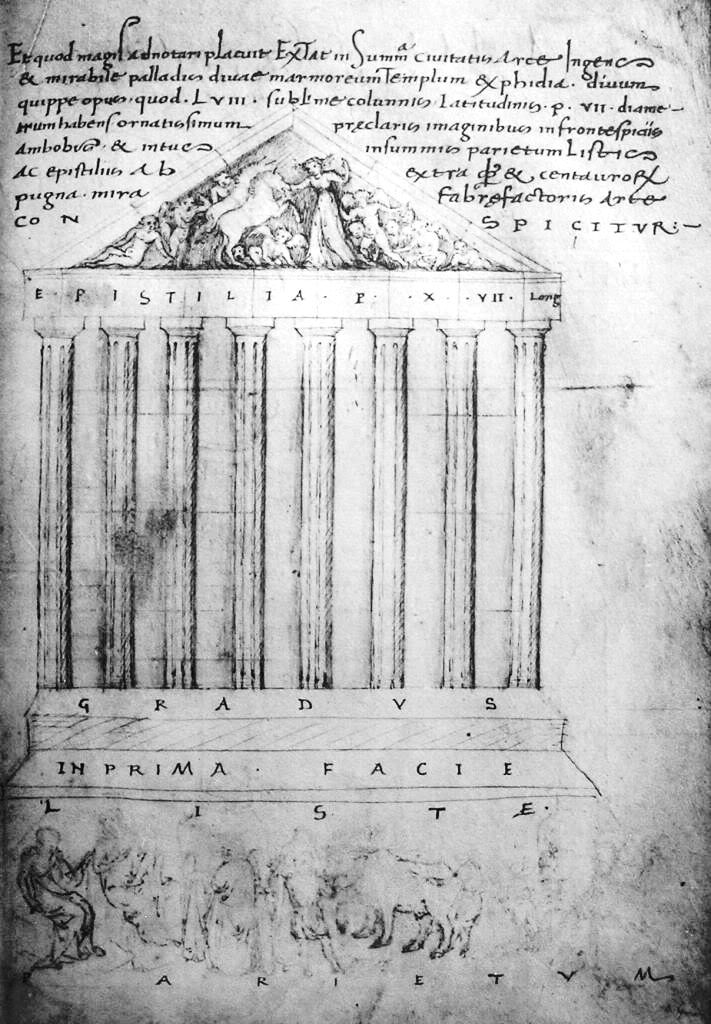
El Partenó (Atenes) dibuixat per Cirìaco
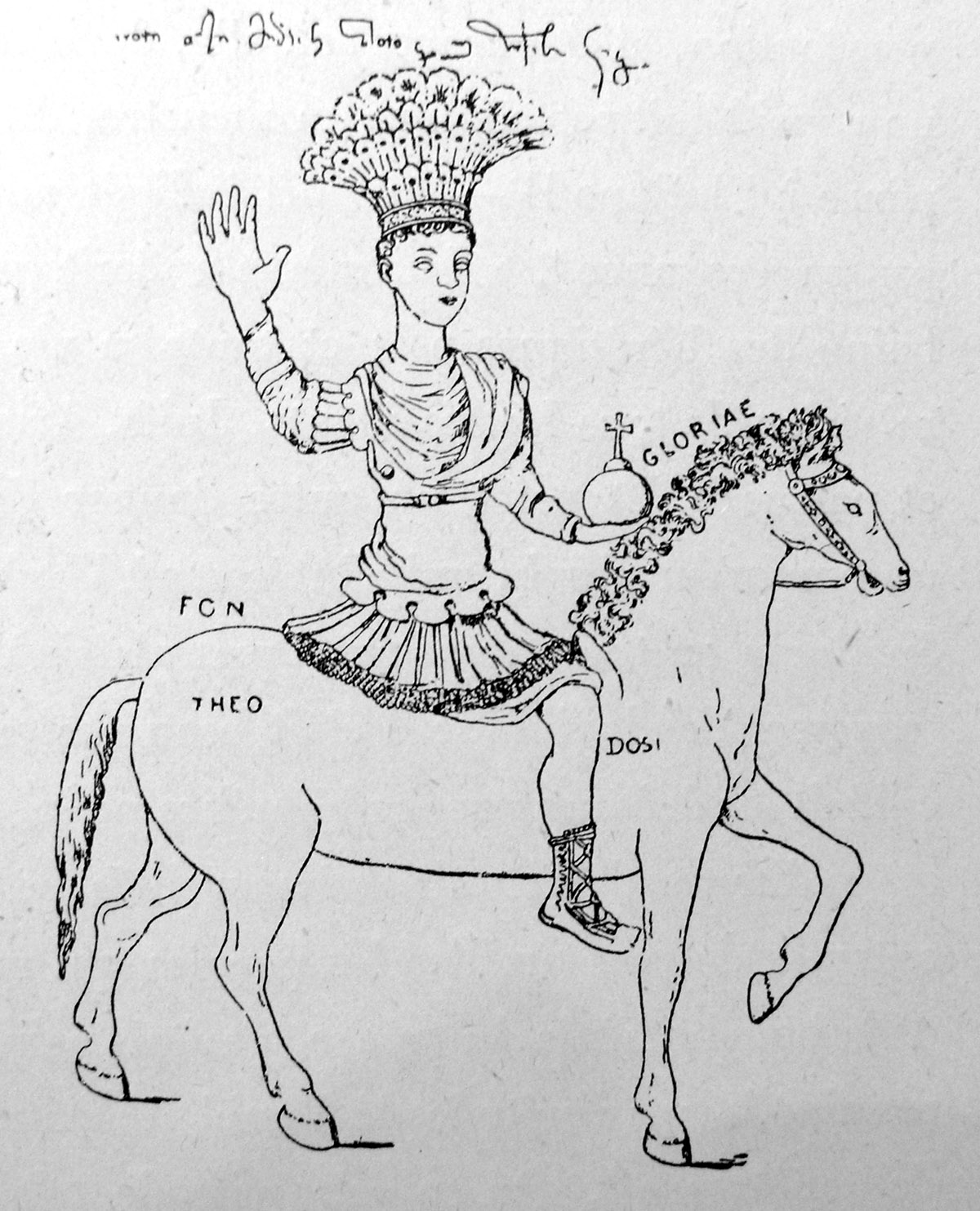
L'estàtua eqüestre de la Columna de Justinià (Constantinoble) dibuixada per Ciriaco